# Предне Солиско
Предне Солиско (на словашки: Predné Solisko; 2093.3 m) е връх във Високи Татри, на територията на Словакия. Той е най-близкият връх до прочутия курорт Щръбске плесо. Връхната точка е маркирана с дървен кръст, монтиран върху железен пилон. Погледнат откъм езерото Щръбске плесо има внушителен вид.

## Местоположение
Предне Солиско се издига като първи връх от Солиското било, което дели Фуркотската от Млинската долина. Следващите върхове по това било са Щръбске Солиско, Мале (Малко) и Велке (Голямо) Солиско. Това било се отделя от най-високите части на Високи Татри, а именно от масива Криван. Счита се, че името на билото е произлязло от местата, където са били залагани солища за подхранване на овцете и говедата, които са пасли по обширните високопланински пасища. Често срещани са тук и дивите кози.

## Маршрути
Върхът е леснодостъпен от туристическия обект Хата под Солиско. До върха води лятна бяло-червено-бяла лентова маркировка. Този маршрут се преодолява за около един час. До хижата има седалков лифт от курорта Щръбске плесо. Гледките към билото на Патрия-Сатан и към Млинската долина – езерата Плесо над Скоком и Плесо под Скоком оправдават положените усилия за достигането му. Посещението на върха не изисква водач и е възможно през период, когато други върхове във Високите Татри (Риси и др.) са затворени за посещение.